# Головмох блідуватий
Головмох блідуватий (Bryum pallescens) — вид мохів порядку головмохальних (Bryales).

## Поширення
Ареал охоплює такі частини світу: Європа, Північна Америка, Південна Америка, Азія, Австралія, Нова Зеландія, Антарктида.
Населяє від вологого до мокрого ґрунту; від низьких до високих (0–3300 метрів).

## Галерея

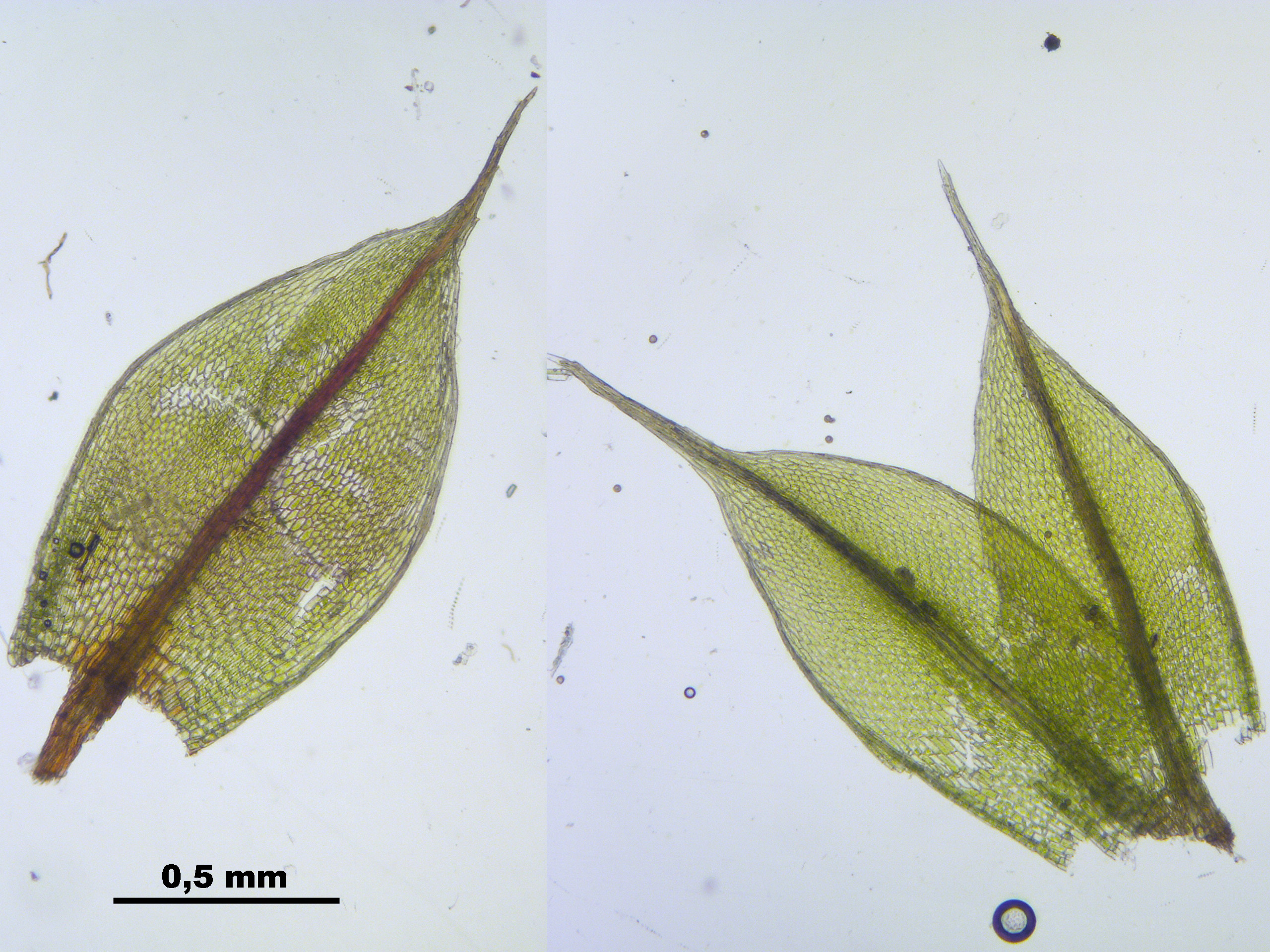
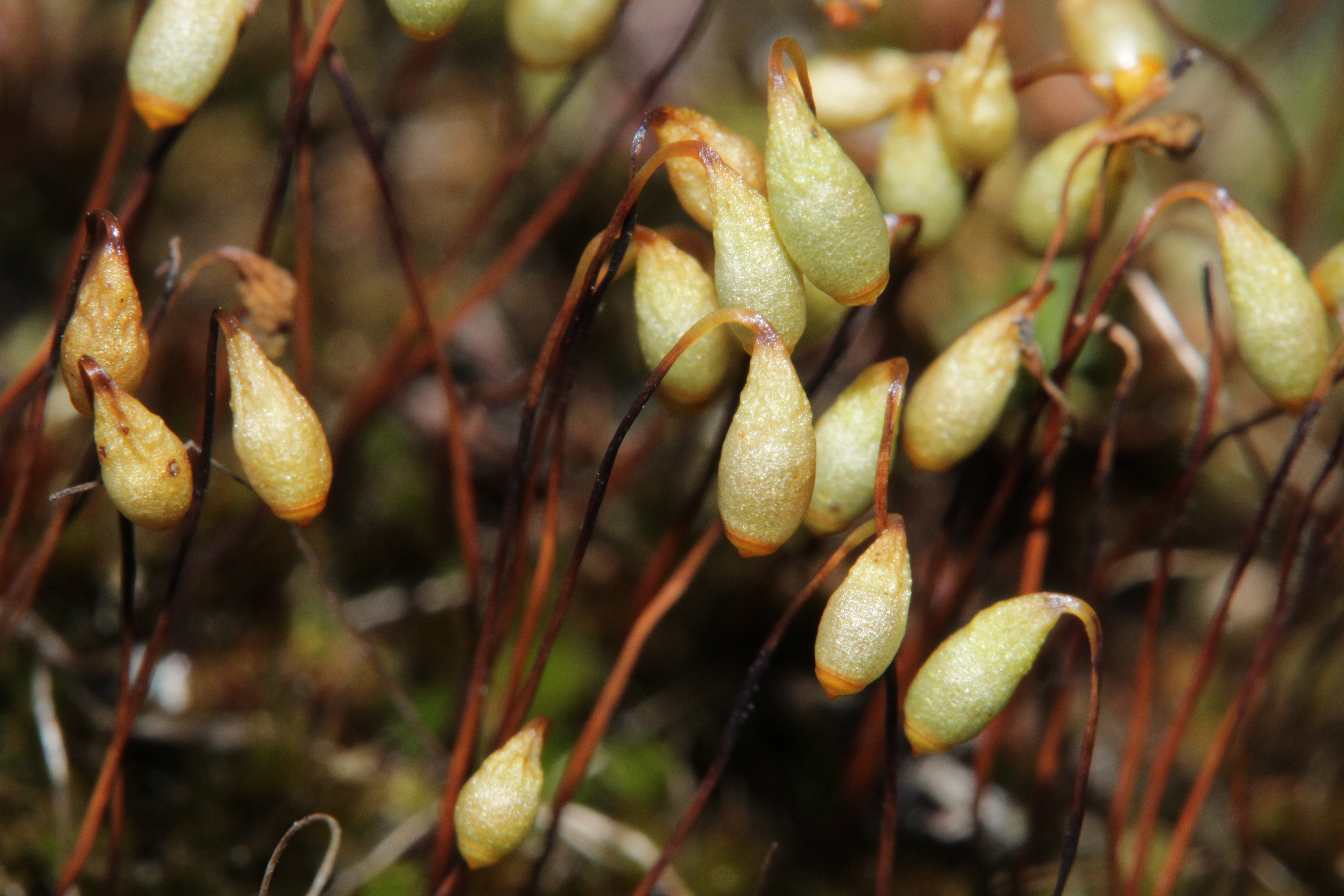
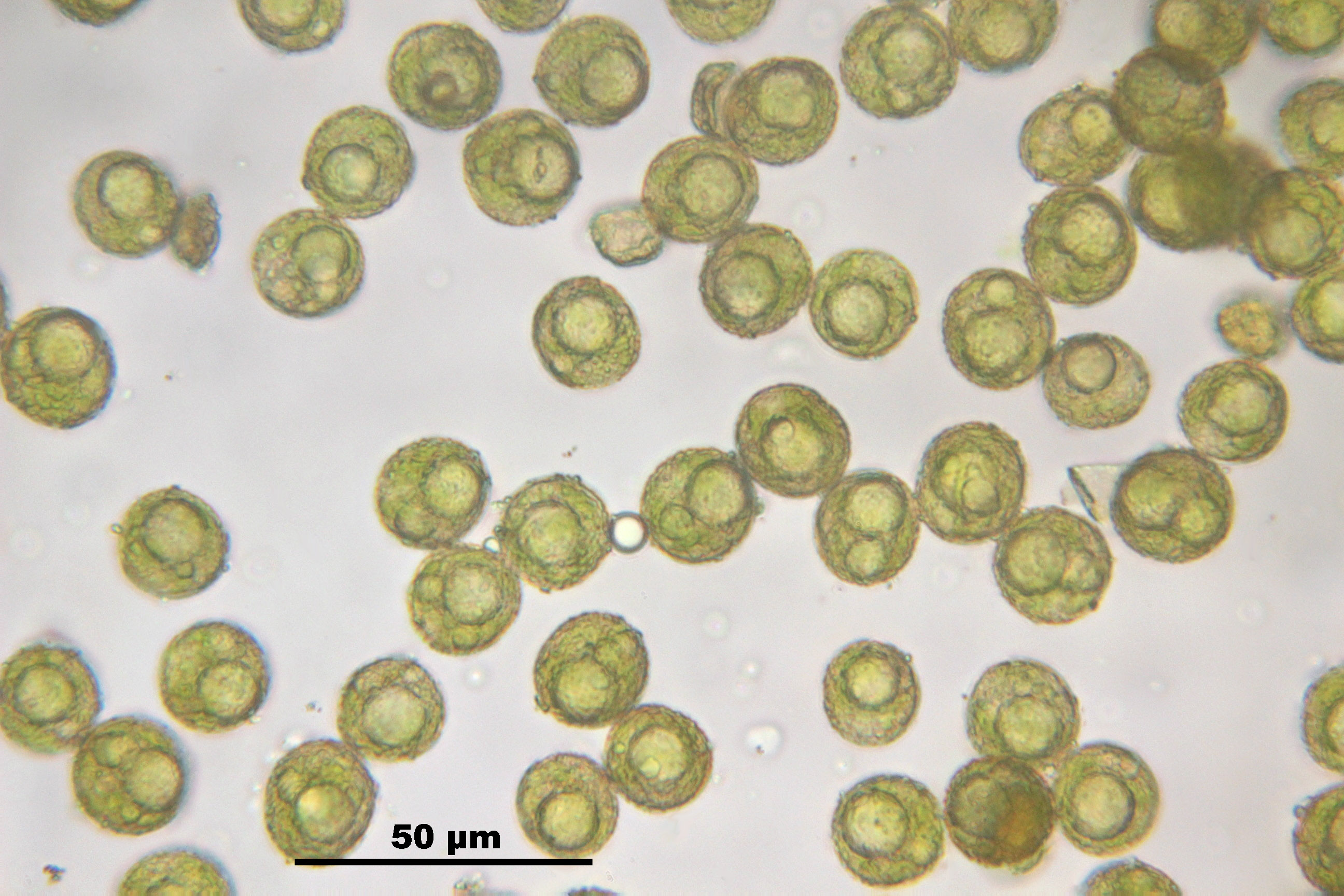

## Характеристика
Рослини в густих або відкритих дернинах, зелені чи жовто-зелені. Стебла 1–3(4) см. Листки зелені, в сухому стані від скручених до викривлених, яйцювато-ланцетні, плоскі чи слабо увігнуті, (1)2–3(3.5) мм, дещо збільшені до верхівки стебла; краї закручені до середини листка чи далі; верхівка загострена. Спеціалізоване нестатеве розмноження відсутнє. Вид автоіктичний. Коробочкові ніжки 1–2(3) см. Коробочка коричнева, подовжено-грушоподібна, симетрична, 2–4 мм, рот жовтий. Спори 18–22 мкм, дрібнососочкові, блідо-буро-жовті чи зелені.